# Карло Топия
Карло Топия (* 1331, Драч, Албания; † 1388, Елбасан, Албания) е крал на Албания (1358 – 1382) и (1385 – 1387).
Той е независим албански владетел с център Драч. Ползва се с подкрепата на Римската курия. През 1381 г. възстановява манастира „Свети Йоан Владимир“, където е и погребан.

## Произход и детство
Син е на Андреа I Топия, а майка му Елена е незаконородена дъщеря на Робер Анжуйски, който е внук от Шарл II Анжуйски на Шарл I Анжуйски, основателя на Неаполитанското кралство и първи албански крал.
Карло отраства след ранната смърт на родителите си в замъка Круя.

## Управление
През 1358 г. Карло Топия предявява апанажни права над Албания и до 1387 г. успява да наложи властта си над редица албански територии, които са считани за Анжуйски принципал до Епир на юг. През 1362/63 г. безуспешно обсажда Драч, за да го отнеме от Джована I Анжуйска, и в крайна сметка през 1367 г., сключвайки споразумение с венецианците за подкрепа, получава на следващата 1368 г. властта над града. Това от своя страна води до конфликт с Балшите от Зета. Балша II Балшич прави четири опита до 1382 г. да отнеме Драч от Топия и в крайна сметка успява, но го задържа само до 1385 г. Оставайки без подкрепа срещу силните Балши, Карло Топия се обръща за помощ към османците, канейки ги за пръв път в Албания. В битката при Балши на Саврово поле Балша II заедно с брата на Крали Марко Иваниш Мърнявчевич намира смъртта си съсечен от ятаганите на войската на Хайредин паша, който се притичва по заповед на Мурад I на помощ на Топия.
На 17 август 1386 г. Карло Топия сключва стратегически съюз с Венеция, поставяйки апанажа си под сюзеренитета на морската република, тъй като турците настъпват през Драч към Зета, опустошавайки владението му.
През 1386 г. той прави неуспешни опити да завладее Валона от вдовицата на Балша II Ксения Комнина. Срещу задължението за предоставяне на зърно и припаси Карло продава на венецианците правата си върху апанажа, чувствайки безпомощността си пред настъпващите османци на Балканите. Венецианската република от своя страна се задължава да предостави флота от галерите си за защита на Драч и владението на Топия.
През януари 1388 г. Карло умира, като е наследен от сина си Георги Топия.

## Брак и деца
Карло Топия сключва династичен брак с Войслава Балшич, дъщеря на Балша I, основателя на династията Балшичи. От брака си има три деца (две дъщери и един син, който го и наследява):
- Георги Топия, женен за Теодора Бранкова;
- Елена Топия, омъжена за Марко Барбариго ди Круя (първи брак) и Константин Балшич (втори брак);
- Войслава Топия, омъжена за Н. Курсачио (първи брак) и в 1394 за Прогон Дукагин, владетел на Алесио (втори брак);

Карло Топия има още две деца от втория си брак с Марица, дъщеря на Гьон Кастриоти, след избухването на конфликта за Драч с Балшите – виж княжество Кастриоти:
- Мария Топия, омъжена за Филипо ди Марамонте;
- Никита Топия, женен за дъщерята на Комнин Арианити, известен и като Комнин Шпата. Дъщерята на Никита Топия, Мара Топия, е омъжена за Балша III.